# Kirill Leonidowitsch Jemeljanow

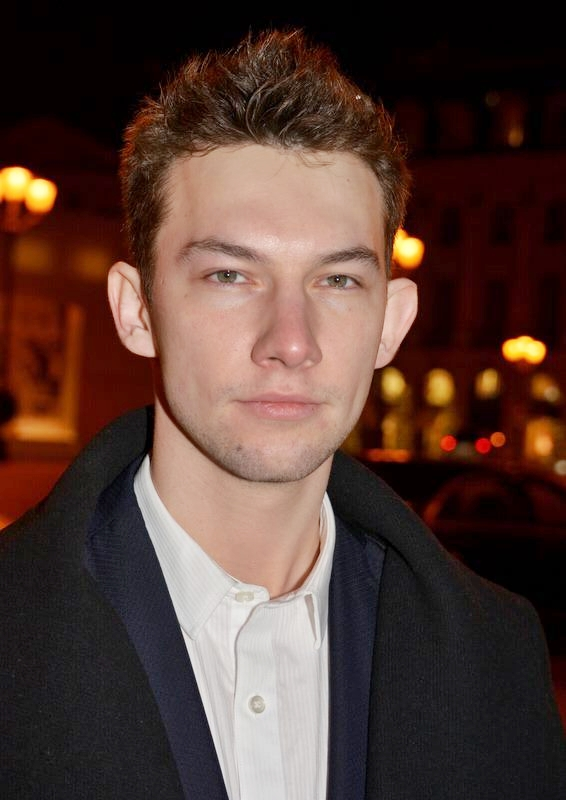
Kirill Jemeljanow (2015)

Kirill Leonidowitsch Jemeljanow (russisch Кирилл Леонидович Емельянов; * 15. April 1991 in Moskau) ist ein russischer Schauspieler.

## Leben
Jemeljanow entstammt einer Schauspielerfamilie und wollte schon als Kind Schauspieler werden. Im Alter von 9 Jahren wurde er für das Fernsehen entdeckt und spielte in der Kinder-Comedy-Sendung Jeralasch mit. Sein Leinwanddebüt gab Jemeljanow 2006 in Alexander Atanesjans Swolotschi. In der 1943 angesiedelten Handlung spielte er einen kriminellen Jugendlichen, der in einer Gruppe jugendlicher Saboteure gegen die Nazis kämpft. Jemeljanow überzeugte und wurde als Darsteller in der Fernsehserie Kadetstwo besetzt, die aus dem Leben an einer Suworow-Militärschule erzählt. In drei Staffeln war er dabei von 2006 bis 2007 als Kadett Alexei Wadimowitsch Syrnikow zu sehen. Er übernahm diese Rolle auch von 2009 bis 2010 in der indirekten Fortsetzung der Serie unter dem Namen Kremljowskije kursanty, die an einer höheren Militärschule spielt.
Jemeljanow nahm Schauspielunterricht an der Schauspielschule Nr. 123 und war von 2007 bis 2009 Student an der Russischen Akademie für Theaterkunst, wo er unter anderem bei Iossif Raichelgaus und Albert Filosow lernte. Seit 2010 gehört er zum Ensemble des Moskauer Theaters „Schule des modernen Dramas“.
Robin Campillo besetzte Jemeljanow 2013 in seinem Beziehungsdrama Eastern Boys – Endstation Paris als ukrainischen Migranten Marek bzw. Rouslan, der eine sexuelle Beziehung zum Pariser Daniel beginnt. Für seine Darstellung erhielt er 2014 eine César-Nominierung als Bester Nachwuchsdarsteller.
Jemeljanow ist verheiratet und hat drei Kinder.

## Filmografie (Auswahl)
- 2006: Swolotschi / Сволочи
- 2006–2007: Kadetstwo / Кадетство (TV-Serie)
- 2008: Marewo / Марево
- 2009: Pobedny weter, jasny den / Победный ветер, ясный день (TV-Mehrteiler)
- 2009–2010: Kremljowskije kursanty / Кремлёвские курсанты (TV-Serie)
- 2010: Gluchar. Woswraschtschenije / Глухарь. Возвращение (TV-Serie, eine Folge)
- 2012: Strana 03 / Страна 03
- 2013: Eastern Boys – Endstation Paris (Eastern Boys)
- 2013: Do swidanija, maltschiki / До свидания, мальчики
- 2014: Tri swesdy / Три звезды (TV-Serie, eine Folge)